# 레일리-진스 법칙

온도가 5800 K인 물체에 대한 레일리=진스 법칙의 빈 근사 및 플랑크 법칙과의 비교.

레이리-진스 법칙은 물리학에서 고전물리학 논증을 통해 특정 온도에 있는 흑체의 전자기파 복사의 파장별 복사량을 파장에 따른 함수로 근사한 것이다.
물리학에서 레일리-진스 법칙은 파장 λ 의 경우, {\displaystyle B_{\lambda }(T)={\frac {2ck_{\text{B}}T}{\lambda ^{4}}}}이다.
여기서 {\displaystyle B_{\lambda }}는 파장별 복사도 (단위 방출 면적 당, 단위 스테라디안 당, 단위 파장당 방출되는 전력),  {\displaystyle c}는 광속, {\displaystyle k_{\text{B}}}는 볼츠만 상수, {\displaystyle T}는 켈빈 온도이다.
주파수 {\displaystyle \nu }에 대해서 이 식을 표현하면 아래와 같이 된다.  {\displaystyle B_{\nu }(T)={\frac {2\nu ^{2}k_{\text{B}}T}{c^{2}}}.}
그런데 레일리-진스 법칙은 긴 파장(즉 낮은 주파수)에서는 실험 결과와 일치하지만, 짧은 파장(높은 주파수)에서는 실험 결과와 큰 차이를 보인다. 관측 결과와 고전 물리학에 따른 예측 사이의 이러한 불일치는 자외선 파탄이라는 명칭으로 널리 알려져 있다.
모든 주파수 영역에서 복사도 값을 정확하게 표현하는 플랑크 법칙도 저주파 한계에서는 레일리-진스 법칙과 동일한 값을 보여준다. 플랑크 법칙은 고주파 영역에서는 빈 법칙과 동일한 값을 보여준다. 빈 법칙은 특정 온도에서 흑체로부터 방사된 열 에너지의 파장 분포가 필수적으로 다른 온도의 분포와 같은 모양을 가진다는 법칙이다. (그래프 위에서 각 파장이 치환되거나 이동되지 않는 한) 다시 말해, 흑체에서 빠져나온 파장 가운데 에너지 밀도가 가장 큰 파장과 흑체의 온도가 반비례한다는 것을 말한다.

## 연혁
1900년, 영국의 물리학자인 레일리 경은 등분배 법칙에 의거하여 고전물리학에 기초한 레일리-진스 법칙의 λ − 4 의존성을 유도했다. 이 법칙에 의하면 파장이 0에 가까워질수록(주파수가 무한대로 수렴할 수록) 에너지 출력이 무한대로 발산할 것으로 예측되었다. 하지만 흑체의 분광 방출을 실제로 측정한 결과, 방출은 낮은 주파수에서는 레일리의 계산과 일치했지만 높은 주파수로 가면서는 발산하면서 최대치에 도달한 후 주파수에 따라 감소하여 방출된 총 에너지 값은 유한했다.
레일리는 그의 공식이 고주파 영역에서 비물리적으로 작동함을 인식하고 이를 수정하기 위하여 미봉책으로 데이터 값의 절단(cut off)을 도입했다. 하지만 실험자들에 의하여 이러한 절단은 측정 데이터와 일치하지 않는다는 점이 발견되었다.
헨드릭 로렌츠도 1903년에 파장 의존성을 유도하였다. 비례상수를 포함하는 보다 완전한 유도는 1905년 레일리와 제임스 진스 경에 의해 제시되었고, 알베르트 아인슈타인에 의해서도 독립적으로 제시되었다.
레일리는 이러한 불일치가 고주파 진동에 대해 유효하지 않은 등분배 정리에 의해 해결될 수 있다고 믿었지만 진스는 근본원인이 물질과 발광 에테르가 열 평형 상태에 있지 않기 때문이라고 주장했다.
레일리는 1900년 6월 주파수 의존성에 대한 자신의 최초 유도 결과를 발표했다.
플랑크는 그해 10월 플랑크 법칙으로 알려진 곡선을 발견하고 12월에 이를 발표했다. 플랑크의 원래 의도는 고주파에서 데이터를 정확하게 기술하는 흑체 복사 곡선에 대한 빈의 표현식을 만족스럽게 도출하는 것이었다. 플랑크는 빈의 원래 유도가 부적절하다고 생각하고, 자신만의 유도를 고안해냈다. 그런 다음 최근 실험 결과가 저주파에 대한 자신의 예측과 일치하지 않는다는 것을 알게 된 후 플랑크는 자신의 계산을 수정하여 현재 플랑크 법칙이라고 불리는 것을 얻었다.

## 플랑크 법칙과의 비교
1900년 막스 플랑크는 파장 λ = c/ν 로 표현되는 흑체 복사에 대한 표현식( 플랑크의 법칙 )을 실험적으로 얻었다.
{\displaystyle B_{\lambda }(T)={\frac {2hc^{2}}{\lambda ^{5}}}{\frac {1}{e^{\frac {hc}{\lambda k_{\text{B}}T}}-1}},} 여기서 h 는 플랑크 상수 이고 kB 볼츠만 상수이다.
플랑크 법칙은 자외선에서 레일리-진스 법칙과 같은 큰 오류를 보이지 않았고 실험 데이터와도 잘 일치했다. 그런데 이 법칙의 전체적인 중요성(궁극적으로 양자 이론으로 이어진다)은 그로부터 몇 년이 지나서야 인식되었다.
여기서 {\displaystyle e^{x}=1+x+{\frac {x^{2}}{2!}}+{\frac {x^{3}}{3!}}+\cdots ,}이므로 고온 또는 장파장 한계에서 지수 함수의 항은 작아지므로 지수 함수는 테일러 다항식의 1차 항으로 잘 근사된다.
즉, {\displaystyle e^{\frac {hc}{\lambda k_{\text{B}}T}}\approx 1+{\frac {hc}{\lambda k_{\text{B}}T}}.}
따라서 {\displaystyle {\frac {1}{e^{\frac {hc}{\lambda k_{\text{B}}T}}-1}}\approx {\frac {1}{\frac {hc}{\lambda k_{\text{B}}T}}}={\frac {\lambda k_{\text{B}}T}{hc}}.}
이로 인해 플랑크의 흑체 공식은,
{\displaystyle B_{\lambda }(T)={\frac {2ck_{\text{B}}T}{\lambda ^{4}}}}이 되는데, 이 식은 고전적으로 유도된 레일리-진스 식과 동일하다.
이와 동일한 논거를 주파수 ν = c/λ 로 표현되는 흑체 복사에도 적용할 수 있다.
즉 작은 주파수의 한계, {\displaystyle h\nu \ll k_{\text{B}}T} 일때, {\displaystyle B_{\nu }(T)={\frac {2h\nu ^{3}}{c^{2}}}{\frac {1}{e^{\frac {h\nu }{k_{\text{B}}T}}-1}}\approx {\frac {2h\nu ^{3}}{c^{2}}}\cdot {\frac {k_{\text{B}}T}{h\nu }}={\frac {2\nu ^{2}k_{\mathrm {B} }T}{c^{2}}}}이 된다.
여기서 마지막 식은 작은 주파수 한계에서 레일리-진스 법칙이다.

## 주파수 의존 식 및 파장 의존 식의 일관성
주파수에 따른 레일리-진스 법칙과 파장에 따른 레일리-진스 법칙을 비교할 때는 아래의 점 즉, {\displaystyle {\frac {dP}{d\lambda }}=B_{\lambda }(T)} 및 {\displaystyle {\frac {dP}{d\nu }}=B_{\nu }(T).}을 기억하는 점이 중요하다. 이 두개의 표현식은 서로 다른 단위를 가지게 되며, 파장에서 하나의 {\displaystyle d\lambda } 단위가 주파수에서 하나의 {\displaystyle d\nu } 단위와 동일하지 않다는 점이 주목된다. 따라서   {\displaystyle \lambda =c/\nu } 값을 치환하더라도, {\displaystyle B_{\lambda }(T)\neq B_{\nu }(T)}가 되는데, 이는 {\displaystyle B_{\lambda }(T)}가 단위 시간당 단위 면적당 방출 표면당, 단위 입체각당, 단위 파장당 방출되는 에너지 단위임에 반하여, {\displaystyle B_{\nu }(T)}는 단위 시간당, 단위 면적당, 단위 입체각당, 단위 주파수당 방출되는 에너지 단위이기 때문이다. 여기서 일관성을 유지하려면 아래의 등식 {\displaystyle B_{\lambda }\,d\lambda =dP=B_{\nu }\,d\nu }를 사용해야 한다. 여기서는 양쪽 모두 단위 방출 면적당, 단위 입체각당의 전력(단위 시간당 방출되는 에너지) 단위를 갖게 된다.
파장에 따른 레일리-진스 법칙을 구하기 시작하면, {\displaystyle B_{\lambda }(T)=B_{\nu }(T){\frac {d\nu }{d\lambda }}}인데, 여기서 {\displaystyle {\frac {d\nu }{d\lambda }}={\frac {d}{d\lambda }}\left({\frac {c}{\lambda }}\right)=-{\frac {c}{\lambda ^{2}}}}이므로, 아래의 식이 얻어진다.{\displaystyle B_{\lambda }(T)={\frac {2k_{\text{B}}T\left({\frac {c}{\lambda }}\right)^{2}}{c^{2}}}\times {\frac {c}{\lambda ^{2}}}={\frac {2ck_{\text{B}}T}{\lambda ^{4}}}.}
이 식은 레일리-진스 법칙을 파장에 따라 기술한 것이다.

## 레일리-진스 법칙의 다른 형태
플랑크 함수는 응용 분야에 따라 3가지의 다른 형태로 표현될 수 있다. 첫 번째는단위 시간당 방출되는 에너지를 단위 면적당, 단위 입체각당, 단위 스펙트럼 당 표현한 것이다. 이러한 표현 형태에서 플랑크 함수와 관련된 레일리-진스 한계는 다음과 같다.
{\displaystyle B_{\lambda }(T)={\frac {2hc^{2}}{\lambda ^{5}}}{\frac {1}{e^{\frac {hc}{\lambda k_{\text{B}}T}}-1}}\approx {\frac {2ck_{\text{B}}T}{\lambda ^{4}}}} 또는 진동수에 따라 표현하면, {\displaystyle B_{\nu }(T)={\frac {2h\nu ^{3}}{c^{2}}}{\frac {1}{e^{\frac {h\nu }{k_{\text{B}}T}}-1}}\approx {\frac {2k_{\text{B}}T\nu ^{2}}{c^{2}}}}이 된다.
또한 플랑크 법칙은 모든 입체각에 걸쳐 통합된 방출 전력을 나타내는 식인 {\displaystyle I(\nu ,T)=\pi B_{\nu }(T)}으로도 표현될 수 있는데, 이 식에서 플랑크 함수와 관련된 레일리-진스 한계는 다음과 같다. {\displaystyle I(\lambda ,T)={\frac {2\pi hc^{2}}{\lambda ^{5}}}{\frac {1}{e^{\frac {hc}{\lambda k_{\text{B}}T}}-1}}\approx {\frac {2\pi ck_{\text{B}}T}{\lambda ^{4}}}} 즉, {\displaystyle I(\nu ,T)={\frac {2\pi h\nu ^{3}}{c^{2}}}{\frac {1}{e^{\frac {h\nu }{k_{\text{B}}T}}-1}}\approx {\frac {2\pi k_{\text{B}}T\nu ^{2}}{c^{2}}}.}
다른 경우에는 플랑크 법칙을 단위 부피당 에너지(에너지 밀도)인 {\textstyle u(\nu ,T)={\frac {4\pi }{c}}B_{\nu }(T)} 로 기술할 수 있다. 이 형태에서 플랑크 함수와 관련된 레일리-진스 한계는 다음과 같다. {\displaystyle u(\lambda ,T)={\frac {8\pi hc}{\lambda ^{5}}}{\frac {1}{e^{\frac {hc}{\lambda k_{\text{B}}T}}-1}}\approx {\frac {8\pi k_{\text{B}}T}{\lambda ^{4}}}} 또는 {\displaystyle u(\nu ,T)={\frac {8\pi h\nu ^{3}}{c^{3}}}{\frac {1}{e^{\frac {h\nu }{k_{\text{B}}T}}-1}}\approx {\frac {8\pi k_{\text{B}}T\nu ^{2}}{c^{3}}}.}

## 같이 보기
- 슈테판-볼츠만 법칙
- 빈의 변위법칙
- 빈 근사
- 사쿠마-핫토리 방정식